# Corvo (Catanzaro)
Corvo è un quartiere di Catanzaro, ubicato nella zona sud della città. Confina a sud con il quartiere Fortuna, a nord con Santa Maria ed è separato, ad est, dal quartiere Aranceto dal torrente Fiumarella. Facente parte dell'ex IV circoscrizione comunale, ha una popolazione di 3 600 abitanti.
Insieme ai quartieri Santa Maria, Pistoia, Aranceto e Fortuna forma un agglomerato periferico di circa 20 000 abitanti.

## Storia
La storia del quartiere è direttamente collegata e inscindibile a quella delle confinanti zone di Aranceto e Pistoia (località facente parte del quartiere Santa Maria) e in generale di tutta la zona edificata lungo il corso di Viale Isonzo, lunga strada che collega il quartiere Santa Maria al quartiere Fortuna, nei pressi di Catanzaro Lido. L'idea di sfruttare una zona fino a quel momento priva di qualsiasi segno di urbanizzazione nasce negli anni settanta. La città, fino a quel momento, si era espansa verso nord, dunque verso zone collinari, tralasciando la possibilità di allungarsi verso il mare, sfruttando la grane pianura costituita dalla valle del torrente Fiumarella.

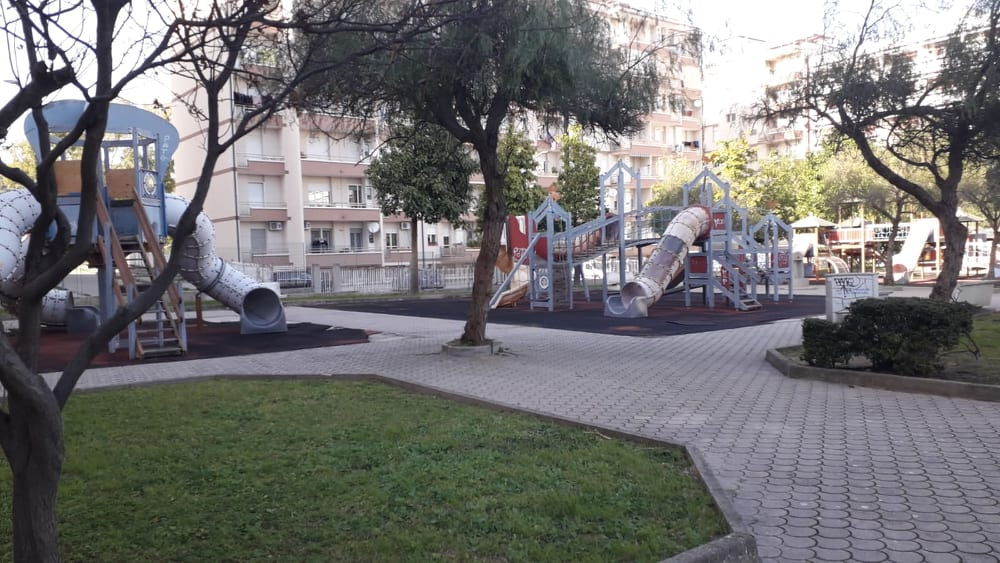
Il parco giochi del quartiere.

Il quartiere nasce negli anni ottanta, nell'ambito applicativo della "variante Vittorini" al PRG Marconi, che direziona lo sviluppo urbanistico verso il quartiere marinaro. Sorge sul territorio di una delle antiche borgate cittadine, denominata "Chiattine", con la costruzione di un grande insediamento di edilizia residenziale pubblica da parte dell'IACP (Istituto Autonomo Case Popolari) da destinare alle fasce meno abbienti della popolazione cittadina. Il tessuto urbanistico del quartiere, uniforme e razionale, così come quella del vicino insediamento denominato Aranceto, appare quasi in antitesi rispetto allo sviluppo disforme e irregolare della città.
Inizialmente, la case furono destinate a circa 400 famiglie. Lo sfruttamento della vallata a sud della città ha tuttavia contribuito al parziale spopolamento del centro cittadino a favore di quartieri dormitorio, privi di servizi essenziali, scollegati dal resto della città e per questo facilmente colonizzabili dalla criminalità.
Negli anni ottanta venne sgomberato l'enorme accampamento Rom situato nel quartiere Fortuna, nei pressi della Stazione di Catanzaro Lido. La popolazione etnica fu spostata nei nuovi quartiere periferici, dunque Corvo, ma anche Aranceto e Pistoia, col risultato di creare una difficile convivenza con la popolazione autoctona. Questo processo, unito all'isolamento atavico del quartiere, ha creato situazione di degrado che permangono ancora oggi.
Nel 1981 iniziano i lavori per la costruzione del palazzetto dello sport (successivamente intitolato a Stefano Gallo, giovane calcettista catanzarese scomparso prematuramente, nel 2004), completati nel 1984. Nello stesso anno iniziano i lavori per la costruzione della scuola media mentre nel giorno di Natale del 1988 viene inaugurata la Chiesa Parrocchiale "Santa Famiglia". In precedenza, le funzioni religiose nel quartiere si svolgevano in un locale condominiale messo a disposizione da una cooperativa.
Nel 2017 viene inaugurato il "giardino dei frutti antichi", area verde che ospita 200 piante autoctone, dedicata a un ragazzo del quartiere prematuramente scomparso.
Nel ventunesimo secolo, nonostante la complessa situazione sociale, il Corvo è un quartiere dotato di servizi (sono infatti presenti una chiesa, una scuola, asili e numerose attività economiche oltre che strutture sportive e ricettive) e la presenza di numerose associazioni e comitati formati da cittadini permette di mantenere il decoro nella zona, anche tramite la promozione e lo svolgimento di numerose iniziative.

## Trasporti

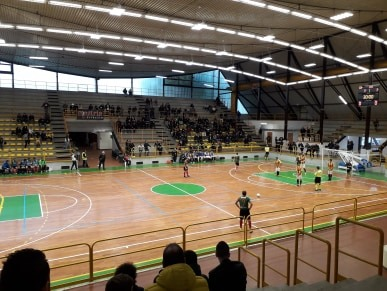
L'interno del PalaGallo durante una partita di calcio a 5 del Catanzaro Futsal (2019).

Il quartiere è servito dalla stazione di Corvo Aranceto (che serve anche l'altra omonima località) posta sulla ferrovia Cosenza-Catanzaro Lido e facente parte della Metropolitana di Catanzaro.

## Sport
Nel quartiere è ubicato il principale impianto sportivo indoor della città, il palazzetto dello sport "Stefano Gallo", indicato talvolta come PalaGallo o PalaCorvo, il quale ospita la maggior parte dell'attività delle associazioni sportive dilettantistiche della città dedite al calcio a 5, alla pallavolo e al basket. Al momento della costruzione negli anni ottanta era il principale impianto indoor della regione per capienza (prima della costruzione del PalaCalafiore di Reggio Calabria del 1990). Nel 2019, al termine di consistenti lavori di ristrutturazione, ha una capienza di 2 400 posti. In passato, oltre a concerti di artisti di fama internazionale, ha ospitato le partite delle squadre della Viola Reggio Calabria e della Tonno Callipo Vibo Valentia nei rispettivi campionati di massima serie di basket e pallavolo.
Il quartiere dispone anche di una bocciofila, di un campo di calcio a 11 e di campetti polifunzionali.

## Note

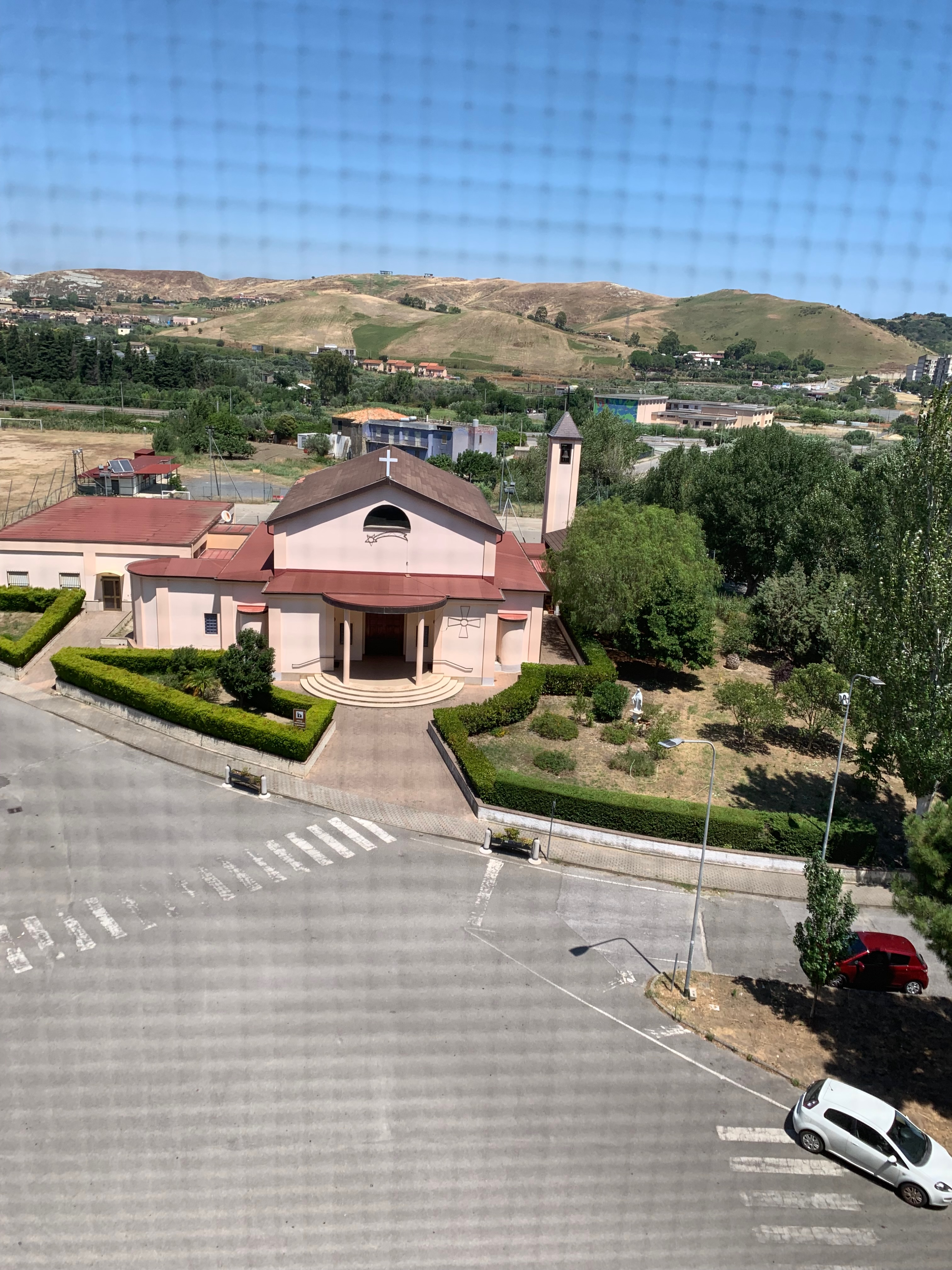
Chiesa della Santa Famiglia del Corvo

## Bibliografia

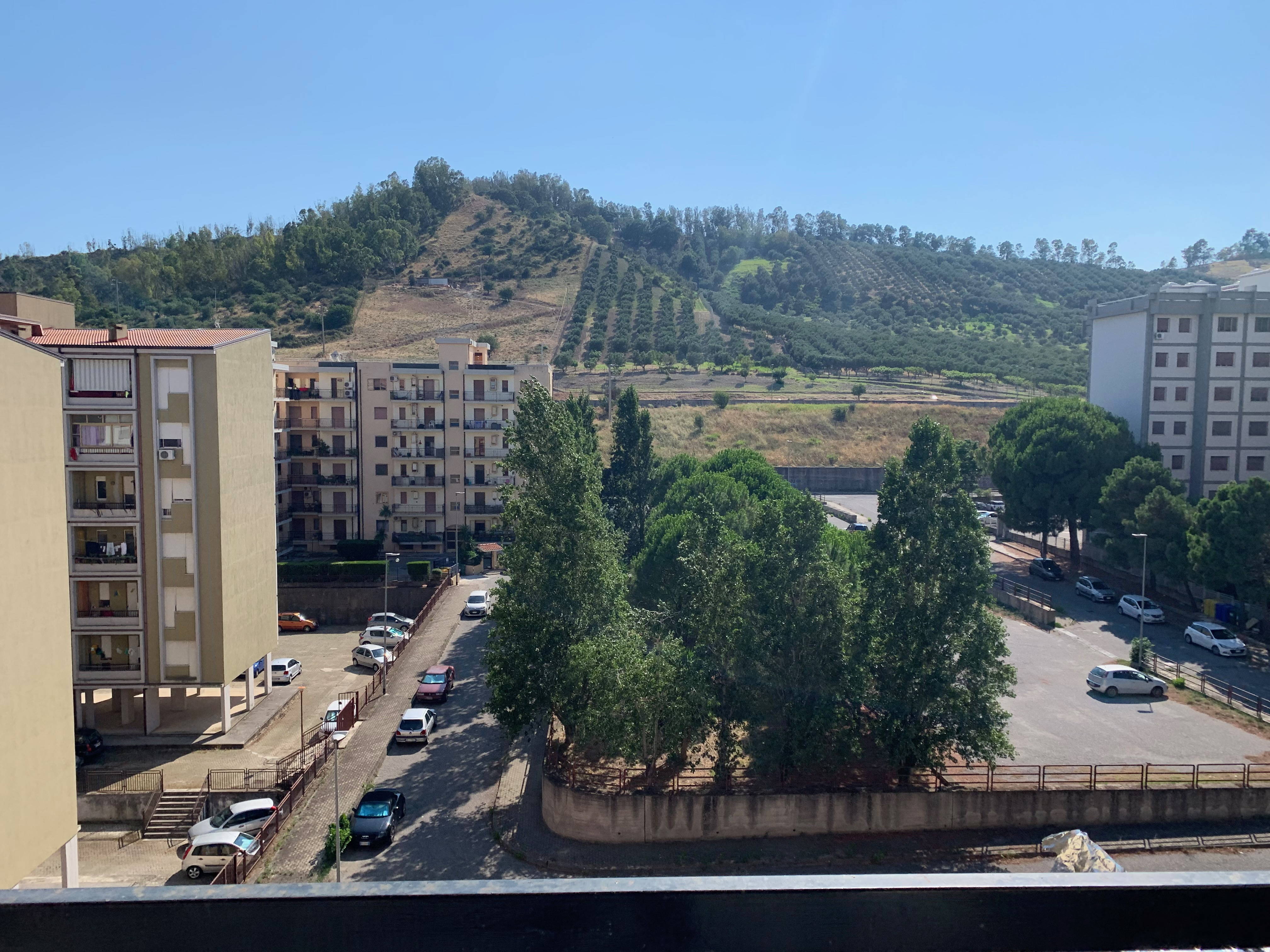
Una veduta del quartiere